# Grote Prijs Jean-Pierre Monseré 2020
Grote Prijs Jean-Pierre Monseré 2020 – 9. edycja wyścigu kolarskiego Grote Prijs Jean-Pierre Monseré, która odbyła się 8 marca 2020 na liczącej ponad 196 kilometrów trasie z Hooglede do Roeselare. Impreza kategorii 1.1 była częścią UCI Europe Tour 2020.

## Drużyny
| WorldTeams (3)- Bora-Hansgrohe - Deceuninck-Quick Step - Lotto Soudal ProTeams (6)- Arkéa-Samsic - B&B Hotels-Vital Concept p/b KTM - Bingoal-Wallonie Bruxelles - Circus-Wanty Gobert - Riwal Readynez - Sport Vlaanderen-Baloise Continental teams (13)- Bike Aid - CCC Development Team - Canyon DHB p/b Bloor Homes - Coop - EvoPro Racing - Metec-TKH-Mantel - Natura4Ever-Roubaix Lille Métropole - Team SKS Sauerland NRW - SwiftCarbon Pro Cycling - Swiss Racing Academy - Tarteletto-Isorex - VolkerWessels-Merckx - À Bloc CT |
| |

## Klasyfikacja generalna
| \| Klasyfikacja generalna \| Klasyfikacja generalna \| Klasyfikacja generalna \| Klasyfikacja generalna \| Klasyfikacja generalna \| \| Kolarz \| Kolarz \| Państwo \| Drużyna \| Czas \| \| ---------------------- \| ---------------------- \| ---------------------- \| -------------------------------- \| ---------------------- \| \| 1. \| Fabio Jakobsen \| Holandia \| Deceuninck-Quick Step \| 4h 41' 27" \| \| 2. \| Timothy Dupont \| Belgia \| Circus-Wanty Gobert \| + 0" \| \| 3. \| Alfdan De Decker \| Belgia \| Circus-Wanty Gobert \| + 0" \| \| 4. \| Luca Mozzato \| Włochy \| B&B Hotels-Vital Concept p/b KTM \| + 0" \| \| 5. \| Thomas Boudat \| Francja \| Arkéa-Samsic \| + 0" \| \| 6. \| Boris Vallée \| Belgia \| Bingoal-Wallonie Bruxelles \| + 0" \| \| 7. \| Florian Sénéchal \| Francja \| Deceuninck-Quick Step \| + 0" \| \| 8. \| Christophe Noppe \| Belgia \| Arkéa-Samsic \| + 0" \| \| 9. \| Oscar Gatto \| Włochy \| Bora-Hansgrohe \| + 0" \| \| 10. \| Enzo Wouters \| Belgia \| Tarteletto-Isorex \| + 0" \| |                  |          |                                  |            |
| |                  |          |                                  |            |
| Źródło: ProCyclingStats |                  |          |                                  |            |
| Klasyfikacja generalna |                  |          |                                  |            |
| Kolarz | Kolarz           | Państwo  | Drużyna                          | Czas       |
| 1. | Fabio Jakobsen   | Holandia | Deceuninck-Quick Step            | 4h 41' 27" |
| 2. | Timothy Dupont   | Belgia   | Circus-Wanty Gobert              | + 0"       |
| 3. | Alfdan De Decker | Belgia   | Circus-Wanty Gobert              | + 0"       |
| 4. | Luca Mozzato     | Włochy   | B&B Hotels-Vital Concept p/b KTM | + 0"       |
| 5. | Thomas Boudat    | Francja  | Arkéa-Samsic                     | + 0"       |
| 6. | Boris Vallée     | Belgia   | Bingoal-Wallonie Bruxelles       | + 0"       |
| 7. | Florian Sénéchal | Francja  | Deceuninck-Quick Step            | + 0"       |
| 8. | Christophe Noppe | Belgia   | Arkéa-Samsic                     | + 0"       |
| 9. | Oscar Gatto      | Włochy   | Bora-Hansgrohe                   | + 0"       |
| 10. | Enzo Wouters     | Belgia   | Tarteletto-Isorex                | + 0"       |